# Cathédrale de Treia
La cathédrale de Treia est une église catholique romaine de Treia, en Italie. Il s'agit d'une cocathédrale du diocèse de Macerata-Tolentino-Recanati-Cingoli-Treia. Elle a été construite entre 1782 et 1814 par l'architecte italien Andrea Vici[réf. nécessaire]